# Calophyllum undulatum
Calophyllum undulatum är en tvåhjärtbladig växtart som beskrevs av P.F. Stevens. Calophyllum undulatum ingår i släktet Calophyllum och familjen Calophyllaceae. Inga underarter finns listade i Catalogue of Life.